# Cementerio de Borj Cedria
El cementerio militar alemán de Borj Cedria es un camposanto militar localizado en Túnez, exactamente cerca del pueblo de Borj Cedria, a unos 25 kilómetros al sur de la ciudad de Túnez. En este cementerio se encuentran enterrados 8562 soldados alemanes caídos, o muertos en cautiverio, durante la Campaña de Túnez (Segunda Guerra Mundial), entre noviembre de 1942 y mayo de 1943.
En realidad, este cementerio fue consecuencia de reunir todas las tumbas dispersas por la zona, principalmente desde otros cementerios provisionales, como Nassen, Bizerta, La Mornaguia, El M'Dou, Mateur y Sfax, entre otros.
Después de la guerra (28/03/1966), un acuerdo entre los gobiernos de la República Federal de Alemania (RFA-FDR) y la República de Túnez permitió el agrupamiento de todas estas tumbas dispersas. El cementerio se fundó e inauguró el 28 de septiembre de 1977.
Dicho cementerio, conjuntamente con otros en Europa y Norte de África son responsabilidad del Volksbund Deutsche Kriegsgräberfürsorge  (traducido como: Comisión Alemana de Tumbas de Guerra), comúnmente conocido sencillamente por “Volksbund”, quien se encarga del mantenimiento y conservación de estos cementerios de los caídos de guerra alemanes. Se trata de una organización nacida en 1919 como benéfica y privada.

## Cine
- (de) Paul Sippel: Tunesien - Deutscher Sodatenfriedhof Bordj Cedria bei YouTube